# La Porteuse de pain (film, 1912)
Pour les articles homonymes, voir La Porteuse de pain (homonymie).
Pour plus de détails, voir Fiche technique et Distribution.
La Porteuse de pain est un film muet français réalisé par Georges Denola, sorti en 1912.
Il s'agit d'une adaptation de La Porteuse de pain, roman-feuilleton en 216 épisodes de Xavier de Montépin, paru d'abord dans Le Petit Journal du 15 juin 1884 au 17 janvier 1885 et de la pièce éponyme, drame en 5 actes et 9 tableaux de Xavier de Montépin et Jules Dornay, adaptée du roman, créée au théâtre de l'Ambigu le 11 janvier 1889.

## Fiche technique
- Titre : La Porteuse de pain
- Réalisation : Georges Denola
- Scénario : d'après le roman de Xavier de Montépin (1884) et la pièce de Xavier de Montépin et Jules Dornay (1889)
- Photographie :
- Montage :
- Producteur :
- Société de production : Société cinématographique des auteurs et gens de lettres (S.C.A.G.L)
- Société de distribution :  Pathé Frères
- Pays d'origine :  France
- Langue : film muet avec les intertitres en français
- Format : Noir et blanc — 35 mm — 1,33:1 — Muet
- Genre : Film dramatique
- Métrage : 970 mètres
- Durée : 32 minutes 20
- Date de sortie :
  - France : 30 août 1912

## Distribution
- Jean Kemm : Labroue père
- Henri Etiévant : Jacques Garaud
- Charles Dechamps : Robert Labroue
- Émile Mylo :
- Jeanne Grumbach : la porteuse de pain
- Andrée Pascal : Lucie
- Maria Fromet : Lucie enfant